# Anneliese Rothenberger

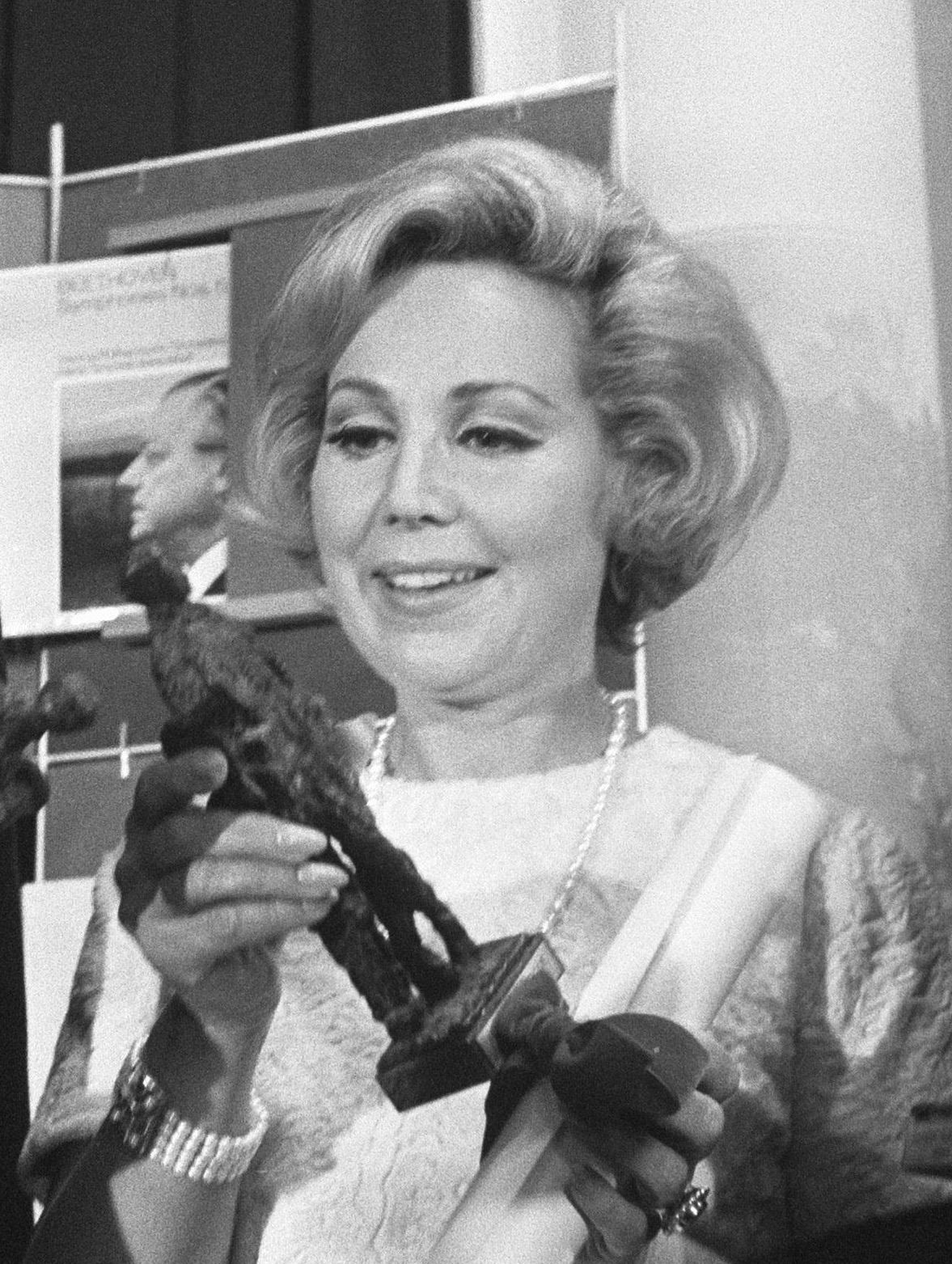
Anneliese Rothenberger, 1969

Anneliese Rothenberger, auch Anneliese Dieberitz (* 19. Juni 1924 in Mannheim; † 24. Mai 2010 in Münsterlingen, Schweiz), war eine deutsche Opern- und Operettensängerin (lyrischer Sopran).

## Leben

Besetzungszettel Lulu mit Autogramm von Anneliese Rothenberger

Ihr Gesangsstudium absolvierte Anneliese Rothenberger an der Hochschule für Musik und Theater Mannheim unter anderem bei Erika Müller-Seeger, die das Talent Rothenbergers sehr früh erkannte. Im Alter von 16 Jahren sang sie schon öffentlich in Konzerten. Sie begann ihre Karriere 1942 am Theater Koblenz als Christel im Vogelhändler von Carl Zeller. Hier trat sie auch als Schauspielerin auf und sang bereits große Partien wie die Gilda im Rigoletto und die Titelrolle im Christelflein von Hans Pfitzner. Ihr Entdecker und Förderer war der dortige Musikdirektor Wilhelm Schmidt-Scherf (1904–1990). Nach Schließung des Theaters musste sie während des Krieges in einer Weißblechdosenfabrik in Weißenthurm am Fließband arbeiten. Wegen einer schweren Anämie wurde sie zur Erholung aufs Land geschickt und kam in das Dorf Hassenberg bei Mitwitz in Oberfranken, wo sie bis Kriegsende blieb. Dort begann sie auch wieder mit dem Singen und gab in Neustadt bei Coburg Hauskonzerte. 1946 holte sie der Intendant Günther Rennert an die Hamburgische Staatsoper, wo sie 1947 als Oscar, Page, in Giuseppe Verdis Ein Maskenball, debütierte.
1952/53 unternahm sie ihre ersten Auslandstourneen bis nach Nord- und Südamerika und trat zum ersten Mal im amerikanischen Fernsehen auf. 1954 debütierte Rothenberger bei den Salzburger Festspielen in Rolf Liebermanns Penelope unter dem Dirigenten George Szell und dem Regisseur Oscar Fritz Schuh (Ausstattung: Caspar Neher). 1956 folgte die Papagena in Mozarts Die Zauberflöte, 1957 Liebermanns Die Schule der Frauen (Szell, Schuh, Neher), 1958 die Zdenka in Strauss’ Arabella unter dem Dirigat von Joseph Keilberth und der Regie von Rudolf Hartmann. Zur Eröffnung des neuen Großen Festspielhauses war sie 1960 die Sophie in einer auch verfilmten Aufführung von Strauss’ Der Rosenkavalier unter Herbert von Karajan (Regie: Hartmann; Bühnenbild: Teo Otto). 1965 sang sie in Salzburg an der Seite von Fritz Wunderlich die Konstanze in der Inszenierung von Die Entführung aus dem Serail durch Giorgio Strehler (Regie) und Luciano Damiani (Ausstattung), die von Zubin Mehta dirigiert wurde. Rothenberger sang in Wiederaufnahmen dieser Produktion bis 1970. Ihre letzte Salzburger Partie war 1969 und 1970 die Fiordiligi in Mozarts Così fan tutte unter Seiji Ozawa und Jean-Pierre Ponnelle.
In den fünfziger Jahren debütierte Rothenberger auch bei den Festspielen in Edinburgh, München, Glyndebourne und den Berliner Festwochen; sie blieb lange Jahre mit all diesen Festspielen verbunden. 1956 wurde Rothenberger an die Deutsche Oper am Rhein in Düsseldorf/Duisburg engagiert und 1957 an die Wiener Staatsoper, deren Mitglied sie bis 1975 war.
1960 folgte ihr Debüt an der Metropolitan Opera in New York als Zdenka in Strauss’ Arabella. An der Metropolitan Opera zählte sie viele Jahre zu den Publikumslieblingen und sang neben der Zdenka außerdem die Partie des Oscar in einer Neuproduktion von Verdis Un ballo in maschera (mit Leonie Rysanek als Amelia und Carlo Bergonzi als Riccardo), Musetta in La Bohème (mit Renata Tebaldi als Mimi und Franco Corelli als Rodolfo), Susanna in Le nozze di Figaro (mit Lisa della Casa als Gräfin), Amor in Glucks Orfeo ed Euridice, Sophie in Der Rosenkavalier und Adele in Die Fledermaus.
1961 gab sie ihre Debüts an der Mailänder Scala (als Sophie in Strauss’ Der Rosenkavalier), in Kopenhagen (als Susanna in Le nozze di Figaro) und am Teatro Colón in Buenos Aires (als Sophie, und auch als Konstanze in Mozarts Die Entführung aus dem Serail). Zu dieser Zeit sang sie auch in Montreal, Zürich, Dortmund, Mannheim und bei den Festspielen in Aix-en-Provence und Florenz (Maggio Musicale).
Auch als Interpretin klassischer Lieder gab Rothenberger Liederabende in Deutschland, Österreich, der Schweiz, England, Schottland, Japan und in vielen Städten der USA und der Sowjetunion. Viele Jahre lang machte sie zweimal jährlich eine große Liedertournee.
Auf Grund ihrer Beliebtheit, derer sie sich vor allem in Deutschland und Österreich erfreute, ließ sie sich zur Mitwirkung in mehreren erfolgreichen Musikfilmen bewegen. Der bekannteste dieser Filme ist wohl die englische Verfilmung der Operette Die Fledermaus von Johann Strauss aus dem Jahr 1955.
Auch im Fernsehen war sie sehr viel tätig, wodurch sie einem breiten Publikum bekannt wurde. Sie erschien sehr oft im deutschen und auch im amerikanischen Fernsehen, bei der BBC und in Eurovisions-Sendungen. 1967 hatte sie ihre erste eigene Sendung in Deutschland (Heute Abend: Anneliese Rothenberger). 1970 moderierte sie das große Live-Konzert in der Berliner Philharmonie aus Anlass des 90. Geburtstages von Robert Stolz; das Konzert wurde über 200 Sender live übertragen. Kurz danach bekam sie ihre eigene Unterhaltungsreihe im ZDF, Anneliese Rothenberger gibt sich die Ehre.

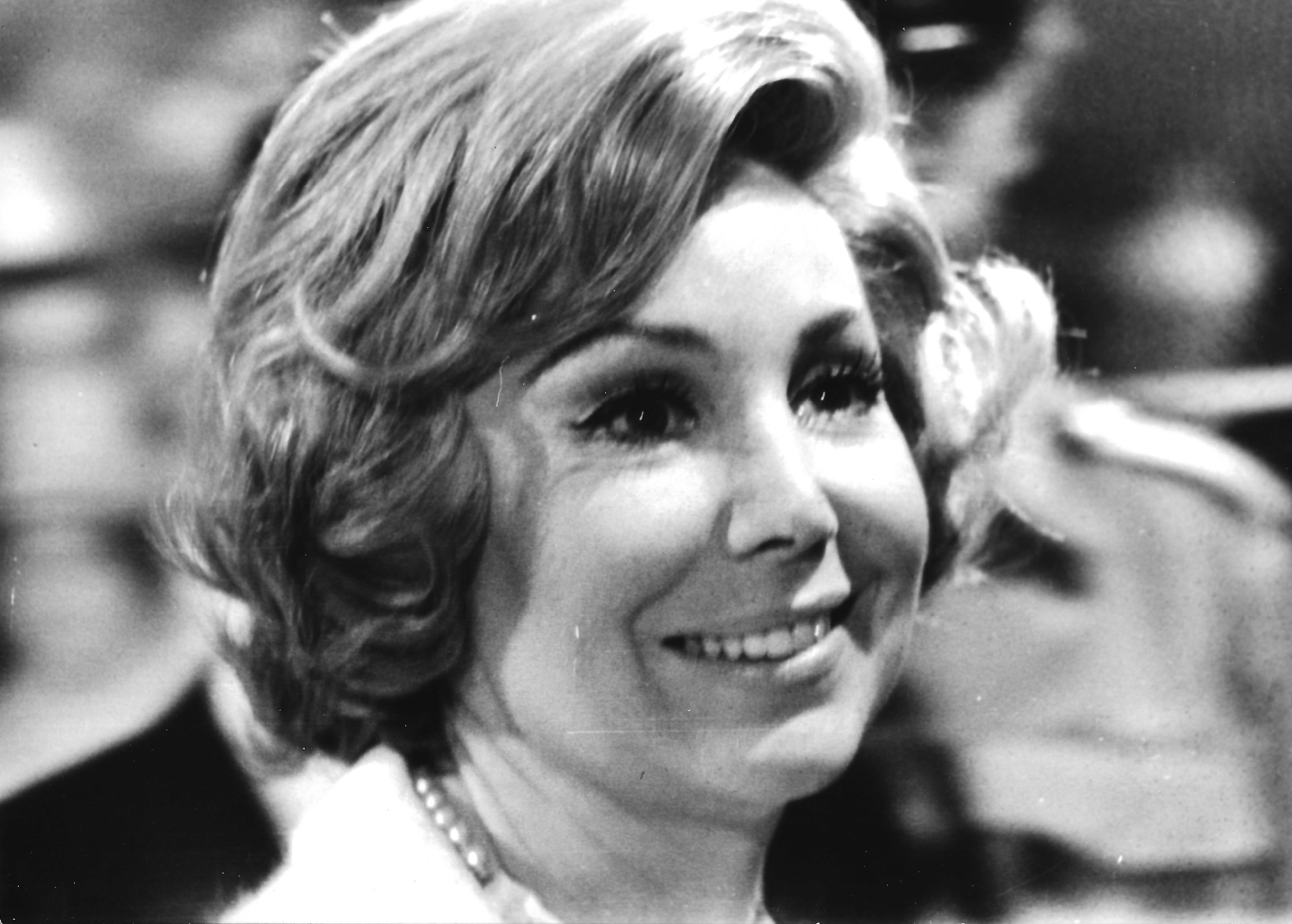
Funkausstellung in Düsseldorf, 1970

Später leistete sie mit ihrer ZDF-Sendung Anneliese Rothenberger präsentiert junge Künstler einen Beitrag zur Nachwuchsförderung. Das tat sie auch mit dem von ihr gestifteten Anneliese-Rothenberger-Preis im Rahmen des Europäischen KulturForums Mainau. Alle zwei Jahre werden vielversprechenden jungen Sängertalenten zwei Anneliese-Rothenberger-Preise verliehen.
Von 1954 bis zu seinem Tod im Jahre 1999 war sie mit dem Journalisten, Redakteur und Lyriker Gerd Wendelin Dieberitz (* 1922) verheiratet, der auch ihr Manager war.
Von der Opernbühne war sie 1983 zurückgetreten; Liederabende gab sie noch bis 1989. Wegen einer Krebserkrankung trat sie danach nicht mehr öffentlich auf.
Anneliese Rothenberger war auch als Malerin erfolgreich. In den frühen 1960er Jahren studierte sie in New York bei dem deutsch-amerikanischen Kunstmaler Alfred Zwiebel. 1963 war die erste Ausstellung ihrer Bilder in Frankfurt am Main. Seitdem richtete sie etliche Ausstellungen in Deutschland und der Schweiz aus.
Einer ihrer letzten öffentlichen Auftritte war am 26. Oktober 2003 im ZDF, als sie im Konzerthaus Dortmund den ECHO-Klassik-Preis für ihr Lebenswerk erhielt. Das öffentlich-rechtliche Fernsehprogramm Das Erste und Reinhold Beckmann konnten sie 2006 noch einmal bewegen, in der Sendung Beckmann vor die Kamera zu treten. Dabei berichtete sie vom plötzlichen Herztod des Vaters mit 36 Jahren und vom Unfalltod ihres fünfjährigen Bruders Heinz beim Fangen spielen durch einen Postautobus.
Sie lebte bis zuletzt in Salenstein am Schweizer Ufer des Bodensees und war eng befreundet mit der Mainauer Grafenfamilie Bernadotte und Patentante von Björn Graf Bernadotte. Begraben wurde sie anonym im Familiengrab einer Freundin auf dem Hamburger Friedhof Ohlsdorf.

## Auszeichnungen
- 1963: Bayerische Kammersängerin
- 1966: Bundesverdienstkreuz I. Klasse
- 1967: Österreichische Kammersängerin
- 1969: Edison-Preis der holländischen Musik-Kritik
- 1969: Silberner Bildschirm (Fernseh-Preis der Zeitschrift TV Hören und Sehen)
- 1971: Bloomaulorden
- 1971: Goldener Bildschirm
- 1971: Goldener Bambi
- 1974: Goldener Bambi
- 1976: Großes Bundesverdienstkreuz für „hervorragende Verdienste um das Ansehen des deutschen Kulturschaffens im Ausland“
- 1977: Verdienstmedaille des Landes Baden-Württemberg
- 1977: Goldene Kamera (Fernseh-Preise der Zeitschriften TV Hören und Sehen, BUNTE Illustrierte, und HÖR ZU)
- 2003: ECHO Klassik für ihr Lebenswerk

## Repertoire
Anneliese Rothenberger hatte ein großes Repertoire. Unter anderen sang sie Partien in Opern von Claudio Monteverdi, Henry Purcell, Georg Friedrich Händel, Christoph Willibald Gluck, Joseph Haydn, Ludwig van Beethoven, Richard Wagner, Giuseppe Verdi, Giacomo Puccini, Ruggero Leoncavallo, Carl Maria von Weber, Albert Lortzing, Engelbert Humperdinck, Gioachino Rossini, Daniel Auber, Eugen d’Albert, Gaetano Donizetti, Georges Bizet, Jacques Offenbach, Maurice Ravel, Paul Hindemith, Benjamin Britten, Gian Carlo Menotti, Igor Strawinski, Carl Orff, Werner Egk, Gottfried von Einem, Wilhelm Kienzl, Norbert Schultze, Ermanno Wolf-Ferrari, Francis Poulenc und Alban Berg.
Sie sang die Titelpartie in Madama Butterfly und Mimi (zu Beginn in Hamburg auch Musette) in La Bohème von Puccini, die Titelpartie in Martha von Friedrich von Flotow, Gilda in Rigoletto und Violetta in La traviata von Verdi und die Titelpartie in Lulu von Alban Berg.
Vor allem aber war sie in Rollen von Mozart (Konstanze in Die Entführung aus dem Serail), Susanna in Die Hochzeit des Figaro, Zerlina in Don Giovanni, zu Beginn Despina und später Fiordiligi in Così fan tutte, Papagena, Pamina und die Königin der Nacht in Die Zauberflöte und von Richard Strauss (Sophie in Der Rosenkavalier, Zdenka in Arabella) bekannt. Ihr warmer Sopran setzte in den oben genannten Straussrollen Maßstäbe, die bis heute in der Opernwelt Bestand haben. Ihre Verkörperung der Zdenka in der Salzburger Festspiel-Aufführung von Arabella 1958, der Münchner Aufführung 1959 und der Aufführung an der Metropolitan Oper in New York 1960 bleibt für viele Kenner ausschlaggebend für diese Rolle. Diese Oper wurde dann auch jedes Jahr von 1959 bis 1973 bei den Münchner Festwochen in gleicher Besetzung gegeben (Lisa della Casa als Arabella, Rothenberger als Zdenka, und Dietrich Fischer-Dieskau als Mandryka.)
Aber auch mit zeitgenössischer Musik, wie mit der Titelpartie in Alban Bergs Lulu, hatte die Künstlerin großen Erfolg. Im modernen Fach sang sie u. a. auch Telemachos in Rolf Liebermanns Oper Penelope und Agnes in seiner Schule der Frauen, Lucy in Benjamin Brittens Aufführung von The Beggar’s Opera und die Titelpartie in der Oper Madame Bovary, eine Oper, die Heinrich Sutermeister 1966 für sie schrieb und die in Zürich uraufgeführt wurde.
Ihr Lieder-Repertoire umschloss Lieder von u. a. Gluck, Haydn, Beethoven, Franz Schubert, Robert Schumann, Johannes Brahms, Pjotr Iljitsch Tschaikowski, Richard Strauss, Hugo Wolf und Othmar Schoeck.
Anneliese Rothenberger galt vor allem seit den 1970er Jahren als bedeutender Operettensopran. Obwohl sie bei zahlreichen Operettenaufnahmen mitwirkte, trat sie auf der Bühne in Operettenpartien nur in der Hosenrolle des Henri in Der Opernball und als Adele auf. Umso mehr hielt sie dem Operettenfach im Fernsehen die Treue. So moderierte sie unter anderem die ZDF-Shows Anneliese Rothenberger gibt sich die Ehre und Traumland Operette, in denen sie auch Kostproben ihres Könnens darbot.
Schon früh widmete sie sich erfolgreich auch der leichteren Muse. So sang sie in den 1950er Jahren im Duett mit Peter Schütte den Schlager „Liebe ist ja nur ein Märchen“ und mit Detlev Lais „La-Le-Lu“ und 1969 das Lied der ARD-Fernsehlotterie Wie schön ist diese Welt.
Anneliese Rothenberger hat mehrere Dutzend Schallplatten für EMI/Electrola aufgenommen; dazu kommen einige für die Deutsche Grammophon und RCA. Verschiedene dieser Aufnahmen sind als CD neu erschienen; auch sind einige Video-Aufnahmen im DVD-Format herausgebracht worden.

## Aufnahmen (Auswahl)
- Alban Berg: Lulu, Philharmonisches Staatsorchester Hamburg, Dirigent: Leopold Ludwig, 1968
- Franz Lehár: Der Graf von Luxemburg, Sinfonieorchester des Nordwestdeutschen Rundfunks, Dirigent: Wilhelm Stephan, 1951
- Albert Lortzing: Der Wildschütz, Bayerisches Staatsorchester, Dirigent: Robert Heger, 1964
- Pietro Mascagni: Cavalleria Rusticana, Hamburger Rundfunkorchester, Dirigent: Wilhelm Schüchter, 1954
- Modest Mussorgski: Boris Godunow, Sinfonieorchester des Nordwestdeutschen Rundfunks, Dirigent: Wilhelm Schüchter, 1950
- Wolfgang Amadeus Mozart: Die Zauberflöte, Orchester der Bayerischen Staatsoper, Dirigent: Wolfgang Sawallisch, 1972
- Wolfgang Amadeus Mozart: Die Entführung aus dem Serail, Buenos Aires Philharmonic Orchestra, Dirigent: Hans Wallberg, 1961
- Francis Poulenc: Dialogues des Carmélites, Wiener Philharmoniker, Dirigent: Berislav Klobučar, 1961
- Giacomo Puccini: La Bohème, Berliner Symphoniker, Dirigent: Berislav Klobučar, 1963
- Richard Strauss: Der Rosenkavalier, Buenos Aires Philharmonic Orchestra, Dirigent: Hans Wallberg, 1961
- Giuseppe Verdi: La Traviata, Staatskapelle Dresden, Dirigent: Giuseppe Patane, 1971
- Giuseppe Verdi: Ein Maskenball, Orchester der Metropolitan Opera, Dirigent: Nello Santo, 1961

## Filme und Fernsehaufzeichnungen (Auswahl)
- 1951: Die verschleierte Maja.
- 1952: Der bunte Traum (nur Gesang).
- 1954: Clivia.
- 1955: Fledermaus 1955 (englischer Titel: Oh, Rosalinda!).
- 1962: Der Rosenkavalier (Regie: Paul Czinner, Dirigent: Herbert von Karajan, u. a. mit Elisabeth Schwarzkopf, Sena Jurinac, Otto Edelmann. Aufgenommen während der Salzburger Festspiele 1960).
- 1967–1970: Heute Abend – Anneliese Rothenberger (ARD).
- 1971–1981: Anneliese Rothenberger gibt sich die Ehre (ZDF).
- 1975–1986: Anneliese Rothenberger stellt vor (ZDF).
- 1982–1986: Traumland Operette (ZDF).

## Werke
- Melodie meines Lebens. Selbsterlebtes, Selbsterzähltes. Lichtenberg, München 1972 ISBN 3-7852-1141-4 (Autobiografie; mit Diskografie, Repertoire und tabellarischem Lebenslauf; 191 Seiten).
  - Taschenbuchausgabe unter dem Titel: Melodie meines Lebens. Ein Weltstar erzählt. Goldmann, München 1974 u. ö., ISBN 3-442-02990-2. Mit Diskografie und Repertoire; ebd. als Großdruckausgabe 1981, ISBN 3-442-07207-7 (mit Diskografie usw. ab S. 190; identisch mit Lichtenberg-Ausgabe).

## Hörbeispiele
- Anneliese Rothenberger. YouTube Playlists.
- Anneliese Rothenberger. YouTube Music Playlists.
- Anneliese Rothenberger. Deezer Playlists.
- Anneliese Rothenberger. Spotify Playlists.
- Anneliese Rothenberger. Soundcloud Playlists.